# Theo Segers
T.C. (Theo) Segers (Lisse, 9 april 1960) is een Nederlands onderwijzer, historicus, politicus en bestuurder. Hij is lid van de ChristenUnie. Sinds 13 januari 2020 is hij burgemeester van Molenlanden.

## Biografie
Segers begon zijn loopbaan in 1980 als leraar, eerst in het basisonderwijs, vervolgens in het lbo en het ivbo. Hij behaalde de MO-aktes A en B geschiedenis en maatschappijleer en behaalde tot slot zijn doctoraalexamen Geschiedenis aan de Vrije Universiteit te Amsterdam. Tijdens zijn studie was hij ook schoolleider van een basisschool in Boskoop en in deeltijd docent geschiedenis aan de pabo in Gouda. In 2005 werd hij algemeen directeur van de PCPO Krimpenerwaard, een fusieorganisatie van acht basisscholen.
In 1986 ging Theo Segers de gemeentepolitiek in. In 1989 werd hij gemeenteraadslid in Boskoop voor de RPF/SGP-fractie (later CU/SGP), van 1998 tot 2000 als fractievoorzitter. In 1998 verhuisde hij naar Bergambacht, na een benoeming als schoolhoofd in Schoonhoven. In Bergambacht vervulde hij bestuursfuncties in de volkshuisvesting.
In 2010 werd Segers wethouder in de toenmalige gemeente Ouderkerk. Dat bleef hij tot 1 januari 2015, toen deze gemeente opging in de fusiegemeente Krimpenerwaard. Tot in 2014 was hij zowel lid van de SGP als van de CU (daarvóór van haar voorganger, de RPF) en hij zegt groot belang te hechten aan de samenwerking tussen deze christelijke partijen. In juni 2015 droeg de gemeenteraad van de Overijsselse gemeente Staphorst hem voor als burgemeester. Per 7 september 2015 volgde hij daar Joop Alssema op.
Op 7 november 2019 werd Segers door de gemeenteraad van Molenlanden voorgedragen als nieuwe burgemeester. Op 6 december werd hij door de minister van Binnenlandse Zaken en Koninkrijksrelaties voorgedragen voor benoeming bij koninklijk besluit met ingang van 13 januari 2020.

## Persoonlijk
Segers is getrouwd en heeft drie zonen en een dochter. Hij is een neef van het voormalig Tweede Kamerlid Gert-Jan Segers. Hij is lid van de Protestantse Kerk in Nederland (PKN).